# Коккобациллы

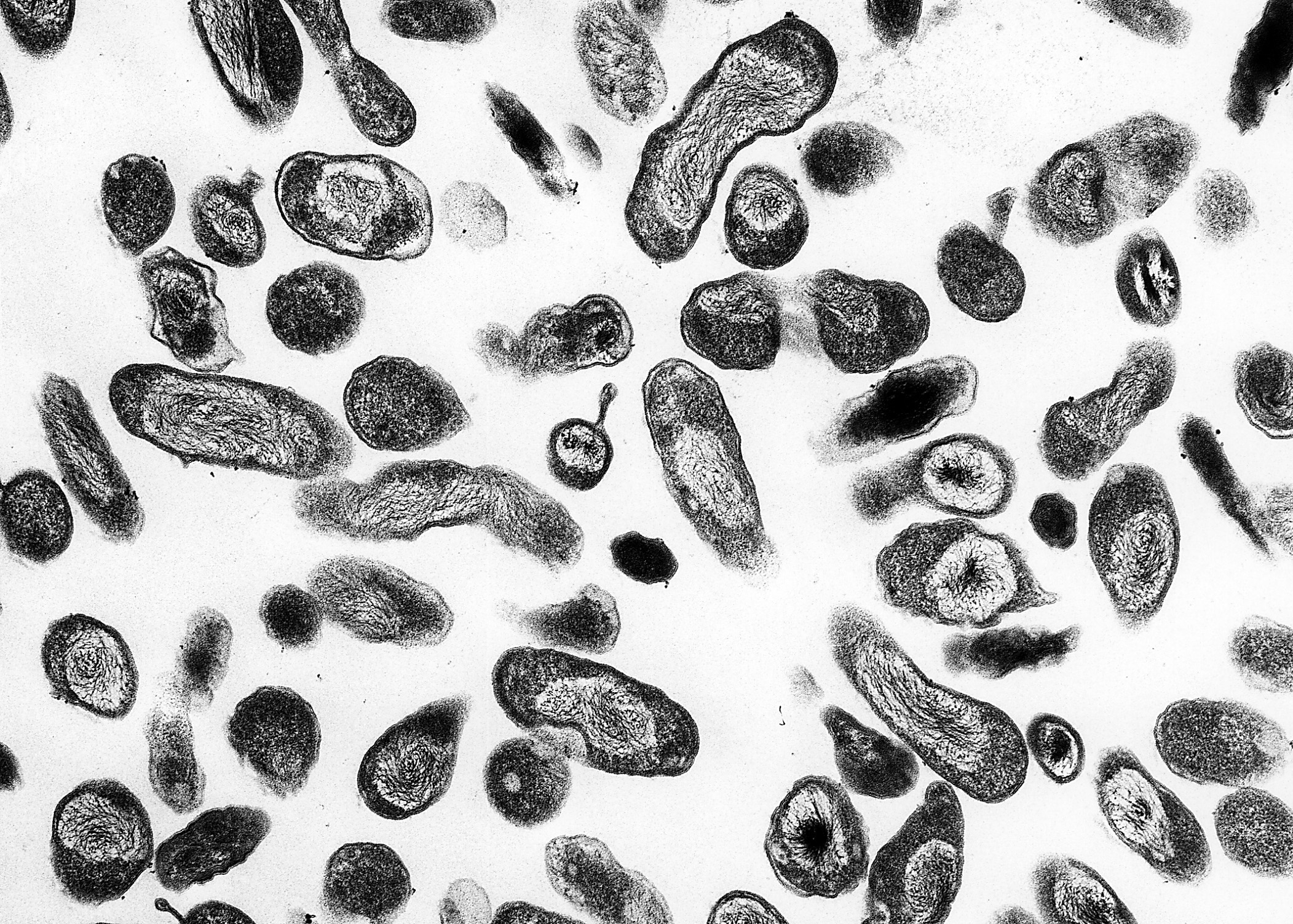
Coxiella burnetii

Коккобаци́ллы — бактерии, имеющие промежуточную между бациллами (палочковидными бактериями) и кокками (сферическими бактериями) форму.
Коккобациллами являются:
- Haemophilus influenzae;
- Gardnerella vaginalis (бывш. Haemophilus vaginalis);
- Chlamydia trachomatis;
- Aggregatibacter actinomycetemcomitans — грамотрицательная коккобацилла, обитающая вблизи дёсен;
- Штаммы Acinetobacter, растущие на плотной среде;
- Bordetella pertussis — грамотрицательная коккобацилла, вызывающая коклюш;
- Coxiella burnetti[2];
- Бактерии рода Brucellae — важные в медицинском отношении коккобациллы, вызывающие бруцеллёз;
- Haemophilus ducreyi — другая медицински значимая коккобацилла, вызывающая венерическое заболевание — мягкий шанкр, распространённое в странах третьего мира[3].

Также термином «коккобациллы» могут обозначаться бактерии, у которых одни особи шаровидной, другие — палочковидной формы. 